# Kraina katarów

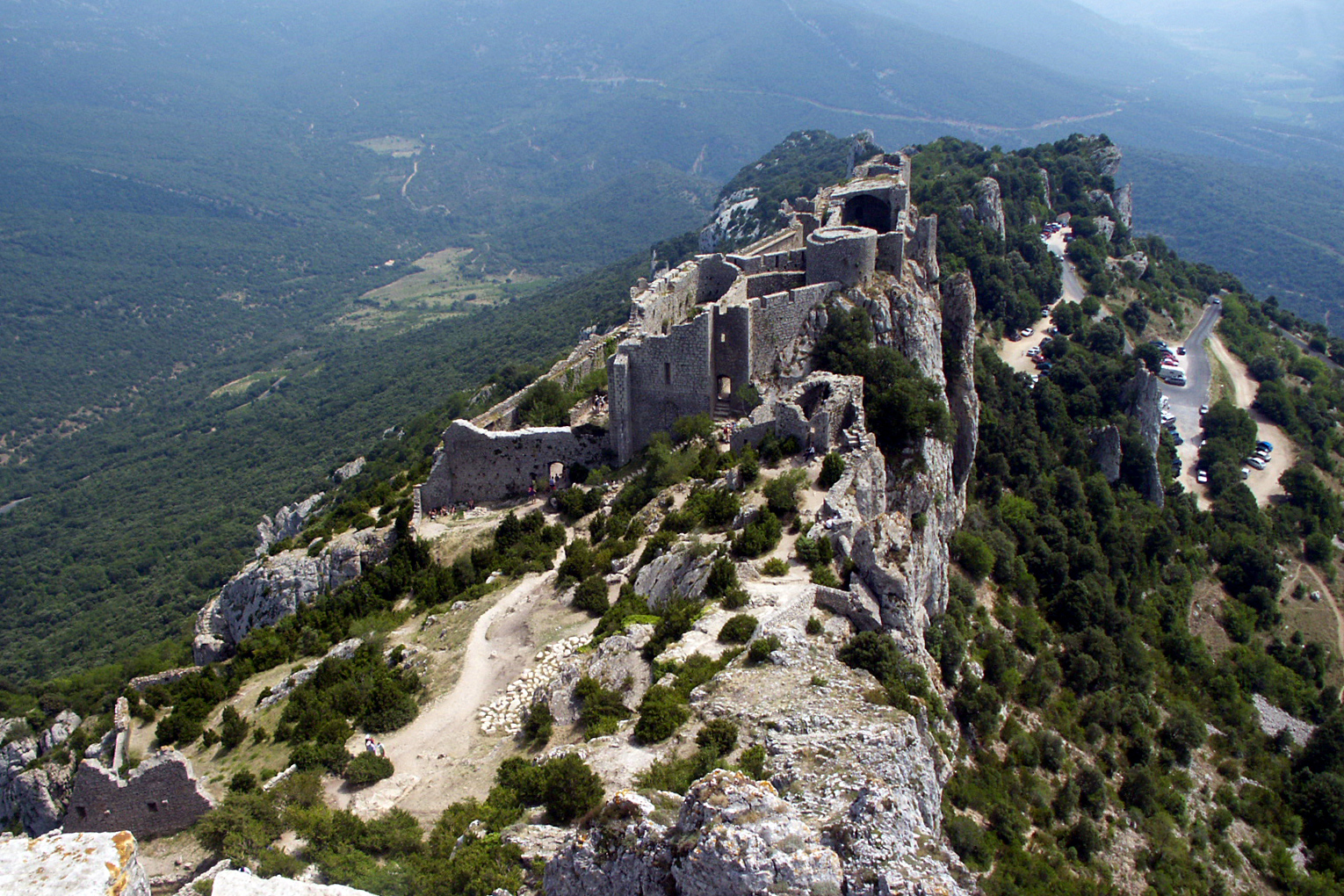
Jeden z zamków krainy katarów – château de Peyrepertuse

Kraina katarów (fr. le Pays cathare) – termin używany przez departament turystyki francuskiego departamentu Aude dla określenia tej jednostki administracyjnej. Nazwa ta nawiązuje do katarów, którzy zamieszkiwali te tereny w średniowieczu. Pozostawili oni po sobie bogate dziedzictwo architektoniczne, między innymi w postaci zamków i opactw.
Zwolennicy terminu wydają się narzucać ten slogan turystyczny uzasadniając go bardziej historycznie i kulturowo (katarzy nie pozostawili spuścizny religijnej w południowo-zachodniej, południowej oraz południowo-wschodniej Francji, ponieważ ten ruch religijny zniknął po roku 1307 w wyniku misji ewangelizacyjnych podejmowanych przez dominikan). Mieszkańcy Oksytanii, a dokładniej Langwedocji, wywodzą się w większości z rodzin katolickich, choć dziś nadal istnieją pewne rodziny w departamentach Aude, Hérault i Gard, które są potomkami katarów. 
W 1992 roku władze departamentu Aude uznały termin „Kraina katarów” za markę. Decyzja ta miała na celu zapewnienie dostępu do nowych rynków i nowych możliwości, które promują przedsiębiorczość i organizację sieci zawodowych.
W krainie katarów dominują różne krajobrazy – od winnic, garigu, lasów po doliny, wąwozy i szczyty. Wśród tych formacji zostało wytyczonych wiele szlaków turystycznych.